# Солнечный ветер (парк)
Семейный парк развлечений «Солнечный ветер» — парк в Барнауле.
Парк находится в Октябрьском районе города. С севера парк ограничен улицей Петра Сухова; с востока — стадионом «Трансмаш»; с юго-востока — улицей Чеглецова; с юго-запада — проспектом Ленина. Площадь парка — 1,75 га. Создан в 1997 году как парк завода Барнаултрансмаш, с 1997 года во владении частной компании «Алтай-парк». Разделен на 2 тематические зоны «Экстрим» и «Солнечный ветер».
Планировка парка — лучевая: прогулочные аллеи и дорожки расходятся веером от главной клумбы, являющейся центром парковой композиции. Зелёная зона состоит из посадок деревьев (яблоня, берёза, ель) и кустарников (сирень, кизильник, чубушник), а также цветников и газонов. В 2000 году создана аллея Ветеранов.
Сегодня в парке работает более 20 аттракционов: "Орбита" , "НЛО", "Весёлые горки", "Самолёты", "Гусеница", "Колокольчик", "Вальс", "Автодром", "Бамперные лодки", "Ферма", "Конвой", "Весёлый поезд", "Индейская река", "Грузовички", "Игровой комплекс – лабиринт", "Шар на воде", "Электромобили", "Тир стрелковый" и другие. Кроме того, здесь действуют кафе, сцена и игровая площадка. За сезон с мая по октябрь парк посещает до 150 тыс. человек.